# Rabiu Afolabi
Rabiu Afolabi (* 18. April 1980 in Oshogbo) ist ein nigerianischer ehemaliger Fußballspieler mit belgischem Pass auf der Position eines Verteidigers.

## Vereinskarriere
Rabius erste Fußballstation war der NEPA Lagos in Nigeria, welche er aber 1997 in Richtung Belgien verließ und zu Standard Lüttich wechselte. Dort wurde er zum Stammspieler und wurde zur Saison 2000/01 an den SSC Neapel verliehen. Dort konnte er sich aber nicht durchsetzen und kehrte ohne Einsatz für den italienischen Serie A Klub wieder zu Standard zurück. 2003 sicherte sich der damalige österreichische Meister FK Austria Wien die Rechte des Verteidigers. Mit Austria kam er 2004/05 bis ins UEFA-Cup-Viertelfinale, schied dort aber gegen den AC Parma aus. Nach den Erfolgen in Wien zahlte 2005 der FC Sochaux 2 Mio. Euro an die Wiener Austria und konnte somit Afolabi in die Ligue 1 holen.
Am 29. August 2009 wechselte Rabiu Afolabi zu FC Red Bull Salzburg, wo er auf Anhieb, als Stammspieler in der Innenverteidigung, die österreichische Meisterschaft gewinnen konnte. Am 7. November 2010 bestritt er mit Red Bull Salzburg sein hundertstes Spiel in der Österreichischen Bundesliga (60 für FK Austria Wien, 40 für Red Bull Salzburg). Nach seiner zweiten Saison in Salzburg wurde sein Vertrag nicht mehr verlängert und Afolabi konnte sich einen neuen Klub suchen. Ein Engagement bei den Glasgow Rangers oder Eintracht Frankfurt scheiterte und so wechselte er kurz vor Transferende zum AS Monaco in die Ligue 2. Dort sollte er mit seiner Routine den Klub beim Ziel sofortiger Wiederaufstieg in die Ligue 1 helfen, was aber nicht gelang. Nach seiner Aussortierung wechselte 2013 zum dänischen Erstligisten Sønderjysk Elitesport, sein Vertrag wurde nach nur fünf Spielen allerdings nicht wieder verlängert, sodass er seit dem Beginn des Jahres 2014 vereinslos ist.

## Nationalmannschaft
Rabiu Afolabi spielte 1999 eine wichtige Rolle bei den U19 African Cup of Nations, als er im Halbfinale gegen Kamerun beide Tore für den 2:0-Erfolg schoss. Im Finale unterlag er aber mit Nigeria dem U19-Team aus Ghana mit 0:1. Danach war er Kapitän der U20-Nationalmannschaft und führte diese zu der U20-WM 1999.
Sein Debüt in der Nationalmannschaft von Nigeria gab er am 17. Juni 2000 im WM-Qualifikationsspiel gegen Sierra Leone. Er war auch Teil der nigerianischen Mannschaft, die an der WM 2002 in Japan/Südkorea und dem Africa Cup 2008 in Ghana teilnahm und hatte bei der WM 2010 in Südafrika zwei Einsätze in den Gruppenspielen gegen Korea und Griechenland.

## Titel und Erfolge
- Bester Verteidiger Jupiler League: 2003, 2004
- österreichischer Meister: 2010
- österreichischer Cup: 2005
- österreichischer Supercup: 2004, 2005
- Coupe de France: 2007
- UEFA Cup ¼ Finalist: 2005
- WM-Teilnehmer: 2002, 2010